# 1985 en Belgique
Chronologie de la Belgique
- 1981
- 1982
- 1983
- 1984
- 1985
- 1986
- 1987
- 1988
- 1989

Cette page recense des événements qui se sont produits durant l'année 1985 en Belgique.

## Chronologie

### Mars 1985
- Ouverture au public de l'Historium, musée de cire au Centre Anspach, Bruxelles

### Mai 1985
- 1er mai : attentat à la voiture piégée des Cellules communistes combattantes (CCC, organisation terroriste belge d'extrême gauche) contre le siège de la Fédération des entreprises de Belgique, à Bruxelles. Deux pompiers bruxellois meurent dans l'explosion.
- Du 16 au 21 mai : visite du pape Jean-Paul II en Belgique.
- 29 mai : Drame du Heysel à Bruxelles : lors du match Liverpool-Juventus (finale de la Coupe d'Europe), des hooligans anglais envahissent la tribune italienne et  provoquent une bousculade et un effondrement d'une partie du stade du Heysel. On dénombre 39 morts et des centaines de blessés.

### Juin 1985
- 14 juin : l'Allemagne, la Belgique, la France, le Luxembourg et les Pays-Bas signent le premier accord de Schengen permettant la libre circulation entre ces cinq pays.

### Septembre 1985
- 27 septembre : braquages des supermarchés Delhaize d'Overijse et de Braine-l'Alleud, faisant plusieurs morts et blessés.

### Octobre 1985
- 13 octobre : élections législatives.

### Novembre 1985
- 9 novembre : braquage du supermarché Delhaize d'Alost (tueurs du Brabant), faisant huit morts.
- 21 novembre : septième sommet de l'OTAN à Bruxelles.
- 28 novembre : prestation de serment du gouvernement Martens VI, coalition de centre-droite.

### Décembre 1985
- 6 décembre : attentats des Cellules communistes combattantes contre des oléoducs de l'OTAN.
- 16 décembre : arrestation à Namur de Pierre Carette, Didier Chevolet, Bertrand Sassoye et Pascale Vandergeerde, membres des Cellules communistes combattantes.

## Culture

### Littérature
- Prix Victor-Rossel : Thierry Haumont, Le conservateur des ombres.

## Sciences
- Prix Francqui : Amand Lucas (physique, FUNDP).

## Naissances
- 18 janvier : Elke Clijsters, joueuse de tennis.
- 2 février : Francis De Greef, coureur cycliste.
- 19 février : Jelle Vanendert, coureur cycliste.
- 12 mars : Stromae, auteur-compositeur-interprète.
- 20 mars : Nicolas Lombaerts, joueur de football.
- 10 mai : Adrien Deghelt, athlète.
- 17 mai : Greg Van Avermaet, coureur cycliste.
- 5 août : Laurent Ciman, joueur de football.
- 11 août : Sammy Bossut, joueur de football.
- 3 juillet : Tom De Sutter, joueur de football.
- 22 septembre : Faris Haroun, joueur de football.
- 22 octobre : Hadise, chanteuse.
- 14 novembre : Thomas Vermaelen, joueur de football.
- 1er décembre : Björn Vleminckx, joueur de football.
- 27 décembre : Jérôme d'Ambrosio, pilote automobile.

## Décès
- 3 janvier : Norbert Hougardy, homme politique
- 19 janvier : Sylvain Grysolle, coureur cycliste
- 4 février : Nicolas Hoydonckx, joueur de football
- 2 mars : Omer Huyse, coureur cycliste
- 24 mars : Raoul Ubac, artiste peintre, graveur et sculpteur
- 29 mars : Sœur Sourire, chanteuse
- 16 mai : Edgard De Caluwé, coureur cycliste
- 1er juin : Robert Gruslin, homme politique
- 2 juin : Paul Gruselin, homme politique
- 6 juin : Willy Bocklant, coureur cycliste
- 17 juin : Pieter De Somer, médecin, recteur de la KULeuven
- 4 août : Adolf Braeckeveldt, coureur cycliste
- 9 octobre : 
  - Ludo Coeck, joueur de football
  - Karel De Baere, coureur cycliste
- 18 octobre : Stefan Askenase, pianiste
- 30 octobre : Aimé Dossche, coureur cycliste.

## Statistiques
- Population totale au 1er janvier 1985 : 9 857 721 habitants[1].